# Вице-президент Таджикистана
Вице-президент Республики Таджикистан (тадж. Витсе-президенти Ҷумҳурии Тоҷикистон) — одно из высших должностных лиц в Таджикистан . Вице-президент Таджикистана являлся вторым человеком в государстве после Президента Республики Таджикистан.

### Список вице-президентов Таджикистана
| Вице-президент  | Президент       | Начало работы       | Конец работы         | Источники |
| --------------- | --------------- | ------------------- | -------------------- | --------- |
| Иззатулло Хаёев | Каххор Махкамов | 1 декабря 1990 года | 31 августа 1991 года | [ 1 ]     |
| Нарзулло Дустов | Рахмон Набиев   | 2 декабря 1991 года | 11 мая 1992 года     | [ 2 ]     |

## Список вице-президентов Таджикистана
| Имя                     | Период исполнения обязанностей               |
| ----------------------- | -------------------------------------------- |
| Кахар Махкамов          | 30 ноября 1990 — 25 июня 1991                |
| Изатулло Хаёев          | декабрь 1991 года — 9 января 1992 года       |
| Акбар Мирзоев           | 9 января — 30 августа 1992 года              |
| Джамшед Каримов         | 30 августа — 21 сентября 1992 года (и.о.)    |
| Абдумалик Абдуллоджанов | 21 сентября 1992 года — 18 декабря 1993 года |
| Абдуджалил Самадов      | 18 декабря 1993 года — 2 декабря 1994 года   |
| Джамшед Каримов         | 2 декабря 1994 — 7 февраля 1996 года         |
| Азимов Яхьё Нуридинович | 7 февраля 1996 года — 20 декабря 1999 года   |
| Окил Окилов             | 20 декабря 1999 года — 23 ноября 2013 года   |
| Кохир Расулзада         | с 23 ноября 2013 года                        |